# 基利永·蒙澤萊·蒙亞馬
基利永·蒙澤萊·蒙亞馬（波蘭語：Killion Munzele Munyama，1961年7月10日—）是一名於贊比亞出生的波蘭經濟學家、學術講師、政治家和波蘭共和國下議院第七屆議員，他於1961年7月10日出生。

## 生平
蒙亞馬生於贊比亞蒙泽，隨後他和家人首先搬至蒙布瓦，接著再搬至姆庫希生活，而蒙亞馬則在當地的一個農場中長大。1981年，他因為得到了獎學金而前往波蘭攻讀國際金融。他最初因為看到在共產波蘭裏並沒有任何學術發展機會，而表示已計劃好在畢業後便會返回贊比亞。可是，當波蘭的共產主義政府垮台後，他由於看到了一個能改進自己的機會和一個「（把國家）從共產主義的陰霾下擺脫出來之可能性」，因而改變了主意。

## 教育
蒙亞馬於1987年從波茲南經濟大學畢業，隨後在贊比亞政府工作並於1994年返回波蘭。他在同年亦憑其學術論文「國際貨幣基金組織在贊比亞經濟上的條件反應和結構調整問題」，而獲得了由波茲南經濟大學頒發的博士頭銜。此外，他在2012年因其著作「撒哈拉以南非洲國家的經濟增長和金融發展：國際貨幣基金組織在肯亞、莫桑比克、烏干達和贊比亞的項目之實例」（波蘭語：Wzrost gospodarczy a rozwój finansowy w Afryce Subsaharyjskiej na przykładzie programów MFW w Kenii, Mozambiku, Ugandzie i Zambii），而得到特許任教資格。
蒙亞馬的專門領域為銀行業務和國際金融，他自從獲得了其博士頭銜後不但在波茲南經濟大學工作，也在比得哥什經濟高等學校任教。

## 政治生涯
2002年，蒙亞馬在該年選舉中成功當選並成為大波蘭地區格羅濟斯克縣地方議會議員。隨後他在2006年加入波蘭中右翼政黨公民綱領黨，並成為大波蘭省省議會議員。最終他亦於2011年波蘭議會選舉中成功當選，成為波蘭共和國下議院議員。
蒙亞馬描述他的政見為「自由和親市場的」，而他在下議院中亦曾處理過有關政府財政和外交政策的議題。此外，他與約翰·戈德松（波蘭語：John Godson）是第七屆波蘭共和國下議院議員中擁有非洲血統的議員。

## 家庭和個人生活
蒙亞馬與一位來自格羅濟斯克縣的伊莉莎白（波蘭語：Elżbieta）結婚，他們在卡爾茨澤沃（波蘭語：Karczewo）生活並育有三名孩子。另外，他也是波茲南萊克足球俱樂部和「大波蘭地區格羅濟斯克德斯科博利亞」（波蘭語：Dyskobolia Grodzisk Wielkopolski）足球俱樂部的支持者。